# Chan Hao-ching
Chan Hao-ching, també coneguda com Angel Chan (Dongshi, 19 de setembre de 1993) és una tennista professional taiwanesa. La seva germana petita Latisha Chan també és tennista professional i formen parella habitualment.
En el seu palmarès hi ha divuit títols en dobles femenins i va arribar al cinquè lloc del rànquing de dobles. Malgrat no haver guanyat cap títol de Grand Slam, fou finalista a Wimbledon (2017) en dobles femenins, i a Wimbledon (2014) i al US Open (2017, 2019) en dobles mixts. Va formar part de l'equip taiwanès de la Copa Federació.

## Biografia
Filla de Liu Hsieh-Chen i Chan Yuan-Liang, té una germana més gran, Chan Yung-jan, que també és tennista professional.
El seu pare va començar a entrenar-la com a tennista quan tenia tres anys, quan va començar la seva germana gran.

## Torneigs de Grand Slam

### Dobles femenins: 1 (0−1)
| Resultat  | Núm. | Any  | Torneig   | Parella          | Oponents                           | Marcador |
| --------- | ---- | ---- | --------- | ---------------- | ---------------------------------- | -------- |
| Finalista | 1.   | 2017 | Wimbledon | Monica Niculescu | Iekaterina Makàrova Ielena Vesninà | 0−6, 0−6 |

### Dobles mixts: 3 (0−3)
| Resultat  | Núm. | Any  | Torneig   | Parella       | Oponents                           | Marcador         |
| --------- | ---- | ---- | --------- | ------------- | ---------------------------------- | ---------------- |
| Finalista | 1.   | 2014 | Wimbledon | Max Mirnyi    | Nenad Zimonjić Samantha Stosur     | 4−6, 2−6         |
| Finalista | 2.   | 2017 | US Open   | Michael Venus | Jamie Murray Martina Hingis        | 1−6, 6−4, [8−10] |
| Finalista | 3.   | 2019 | US Open   | Michael Venus | Jamie Murray Bethanie Mattek-Sands | 2−6, 3−6         |

## Palmarès

### Dobles femenins: 41 (21−20)
| 2009 − 2020             | Després de 2021 |
| ----------------------- | --------------- |
| Grand Slam (0−1)        |                 |
| WTA Finals (0−0)        |                 |
| Premier Mandatory (0−1) | WTA 1000 (0−3)  |
| Premier 5 (2−1)         | WTA 1000 (0−3)  |
| Premier (5−6)           | WTA 500 (1−4)   |
| International (11−3)    | WTA 250 (2−1)   |

| Títols per superfície |
| --------------------- |
| Dura (16−13)          |
| Gespa (2−5)           |
| Terra batuda (3−2)    |

| Resultat   | Núm. | Data                   | Torneig                         | Superfície   | Parella                 | Oponents                                | Marcador            |
| ---------- | ---- | ---------------------- | ------------------------------- | ------------ | ----------------------- | --------------------------------------- | ------------------- |
| Finalista  | 1.   | 12 de febrer de 2012   | Pattaya, Tailàndia              | Dura         | Chan Yung-jan           | Sania Mirza Anastassia Rodiónova        | 6−3, 1−6, [8−10]    |
| Finalista  | 2.   | 4 de març de 2012      | Kuala Lumpur, Malàisia          | Dura (i)     | Rika Fujiwara           | Chang Kai-chen Chuang Chia-jung         | 5−7, 4−6            |
| Guanyadora | 1.   | 6 de gener de 2013     | Shenzhen, Xina                  | Dura         | Chan Yung-jan           | Irina Buryachok Valeria Solovieva       | 6−0, 7−5            |
| Guanyadora | 2.   | 5 de maig de 2013      | Oeiras, Portugal                | Terra batuda | Kristina Mladenovic     | Darija Jurak Katalin Marosi             | 7−6(3), 6−2         |
| Finalista  | 3.   | 4 d'agost de 2013      | Carlsbad, Estats Units          | Dura         | Janette Husárová        | Raquel Kops-Jones Abigail Spears        | 4−6, 1−6            |
| Finalista  | 4.   | 28 de setembre de 2013 | Tòquio, Japó                    | Dura         | Liezel Huber            | Cara Black Sania Mirza                  | 6−4, 0−6, [9−11]    |
| Finalista  | 5.   | 6 d'abril de 2014      | Charleston, Estats Units        | Terra batuda | Chan Yung-jan           | A. Medina Garrigues Iaroslava Xvédova   | 6−7(4), 2−6         |
| Guanyadora | 3.   | 20 d'abril de 2014     | Kuala Lumpur                    | Dura         | Tímea Babos             | Chan Yung-jan Zheng Saisai              | 6−3, 6−4            |
| Guanyadora | 4.   | 22 de juny de 2014     | Eastbourne, Regne Unit          | Gespa        | Chan Yung-jan           | Martina Hingis Flavia Pennetta          | 6−3, 5−7, [10−7]    |
| Guanyadora | 5.   | 15 de febrer de 2015   | Kuala Lumpur (2)                | Dura         | Chan Yung-jan           | Shuko Aoyama Tamarine Tanasugarn        | 2−6, 6−4, [10−3]    |
| Guanyadora | 6.   | 23 de maig de 2015     | Nuremberg, Alemanya             | Terra batuda | Anabel Medina Garrigues | Lara Arruabarrena Raluca Olaru          | 6−4, 7−6(5)         |
| Guanyadora | 7.   | 23 d'agost de 2015     | Cincinnati, Estats Units        | Dura         | Chan Yung-jan           | Casey Dellacqua Iaroslava Xvédova       | 7−5, 6−4            |
| Guanyadora | 8.   | 21 de setembre de 2015 | Tòquio, Japó                    | Dura         | Chan Yung-jan           | Kurumi Nara Misaki Doi                  | 6−1, 6−2            |
| Finalista  | 6.   | 27 de setembre de 2015 | Tòquio (2)                      | Dura         | Chan Yung-jan           | Garbiñe Muguruza Carla Suárez Navarro   | 5−7, 1−6            |
| Finalista  | 7.   | 11 d'octubre de 2015   | Pequín, Xina                    | Dura         | Chan Yung-jan           | Martina Hingis Sania Mirza              | 7−6(9), 1−6, [8−10] |
| Guanyadora | 9.   | 14 de febrer de 2016   | Kaohsiung, República de la Xina | Dura         | Chan Yung-jan           | Eri Hozumi Miyu Kato                    | 6−4, 6−3            |
| Guanyadora | 10.  | 27 de febrer de 2016   | Doha, Qatar                     | Dura         | Chan Yung-jan           | Sara Errani Carla Suárez Navarro        | 6−3, 6−3            |
| Finalista  | 8.   | 25 de juny de 2016     | Eastbourne                      | Gespa        | Chan Yung-jan           | Darija Jurak Anastassia Rodiónova       | 7−5, 6−7(4), [6−10] |
| Guanyadora | 11.  | 16 d'octubre de 2016   | Hong Kong, Hong Kong            | Dura         | Chan Yung-jan           | Naomi Broady Heather Watson             | 6−3, 6−1            |
| Guanyadora | 12.  | 5 de febrer de 2017    | Taipei (2)                      | Dura         | Chan Yung-jan           | Lucie Hradecká Kateřina Siniaková       | 6−4, 6−2            |
| Finalista  | 9.   | 27 de maig de 2017     | Estrasburg, França              | Terra batuda | Chan Yung-jan           | Ashleigh Barty Casey Dellacqua          | 4−6, 2−6            |
| Finalista  | 10.  | 25 de juny de 2017     | Birmingham, Regne Unit          | Gespa        | Zhang Shuai             | Ashleigh Barty Casey Dellacqua          | 1−6, 6−2, [8−10]    |
| Finalista  | 11.  | 16 de juliol de 2017   | Wimbledon, Regne Unit           | Gespa        | Monica Niculescu        | Iekaterina Makàrova Ielena Vesninà      | 0−6, 0−6            |
| Guanyadora | 13.  | 15 d'octubre de 2017   | Hong Kong (2)                   | Dura         | Chan Yung-jan           | Lu Jiajing Wang Qiang                   | 6−1, 6−1            |
| Guanyadora | 14.  | 24 de febrer de 2018   | Dubai, Emirats Àrabs Units      | Dura         | Yang Zhaoxuan           | Hsieh Su-wei Peng Shuai                 | 4−6, 6−2, [10−6]    |
| Finalista  | 12.  | 6 de gener de 2019     | Brisbane, Austràlia             | Dura         | Latisha Chan            | Nicole Melichar Květa Peschke           | 1−6, 1−6            |
| Guanyadora | 15.  | 12 de gener de 2019    | Hobart, Austràlia               | Dura         | Latisha Chan            | Kirsten Flipkens Johanna Larsson        | 6−3, 3−6, [10−6]    |
| Guanyadora | 16.  | 16 de febrer de 2019   | Doha, Qatar                     | Dura         | Latisha Chan            | Anna-Lena Grönefeld Demi Schuurs        | 6−1, 3−6, [10−6]    |
| Guanyadora | 17.  | 29 de juny de 2019     | Eastbourne (2)                  | Gespa        | Latisha Chan            | Kirsten Flipkens B. Mattek-Sands        | 2−6, 6−3, [10−6]    |
| Guanyadora | 18.  | 22 de setembre de 2019 | Tòquio                          | Dura         | Latisha Chan            | Hsieh Su-wei Hsieh Yu-chieh             | 7−5, 7−5            |
| Finalista  | 13.  | 6 de febrer de 2021    | Melbourne, Austràlia            | Dura         | Latisha Chan            | Barbora Krejčíková Kateřina Siniaková   | 3−6, 6−7(4)         |
| Finalista  | 14.  | 7 d'agost de 2022      | San José, Estats Units          | Dura         | Shuko Aoyama            | Xu Yifan Yang Zhaoxuan                  | 5−7, 0−6            |
| Guanyadora | 19.  | 5 de febrer de 2023    | Hua Hin, Tailàndia              | Dura         | Wu Fang-hsien           | Wang Xinyu Zhu Lin                      | 6−1, 7−6(6)         |
| Finalista  | 15.  | 12 de febrer de 2023   | Abu Dhabi, Emirats Àrabs Units  | Dura         | Shuko Aoyama            | Luisa Stefani Zhang Shuai               | 6−3, 2−6, [8−10]    |
| Finalista  | 16.  | 25 de març de 2023     | Dubai                           | Dura         | Latisha Chan            | Veronika Kudermétova Liudmila Samsonova | 6−4, 6−7(4), [1−10] |
| Finalista  | 17.  | 8 d'octubre de 2023    | Pequín (2)                      | Dura         | Giuliana Olmos          | Marie Bouzková Sara Sorribes Tormo      | 6−3, 0−6, [4−10]    |
| Guanyadora | 20.  | 13 de gener de 2024    | Hobart (2)                      | Dura         | Giuliana Olmos          | Guo Hanyu Jiang Xinyu                   | 6−3, 6−3            |
| Guanyadora | 21.  | 21 d'abril de 2024     | Stuttgart, Alemanya             | Terra batuda | Veronika Kudermétova    | Ulrikke Eikeri Ingrid Neel              | 4−6, 6−3, [10−2]    |
| Finalista  | 18.  | 23 de juny de 2024     | Berlín, Alemanya                | Gespa        | Veronika Kudermétova    | Wang Xinyu Zheng Saisai                 | 2−6, 5−7            |
| Finalista  | 19.  | 29 de juny de 2024     | Bad Homburg, Alemanya           | Gespa        | Veronika Kudermétova    | N. Melichar-Martinez Ellen Perez        | 6−4, 3−6, [8−10]    |
| Finalista  | 20.  | 6 d'octubre de 2024    | Pequín (3)                      | Dura         | Veronika Kudermétova    | Sara Errani Jasmine Paolini             | 4−6, 4−6            |

### Dobles mixts: 3 (0−3)
| Resultat  | Núm. | Data                   | Torneig               | Superfície | Parella       | Oponents                       | Marcador         |
| --------- | ---- | ---------------------- | --------------------- | ---------- | ------------- | ------------------------------ | ---------------- |
| Finalista | 1.   | 6 de juliol de 2014    | Wimbledon, Regne Unit | Gespa      | Max Mirnyi    | Nenad Zimonjić Samantha Stosur | 4−6, 2−6         |
| Finalista | 2.   | 10 de setembre de 2017 | US Open, Estats Units | Dura       | Michael Venus | Jamie Murray Martina Hingis    | 1−6, 6−4, [8−10] |
| Finalista | 3.   | 8 de setembre de 2019  | US Open (2)           | Dura       | Michael Venus | Jamie Murray B. Mattek-Sands   | 2−6, 3−6         |

## Trajectòria

### Dobles femenins
| Open d'Austràlia | A  | A  | 1R          | 3R          | 1R          | QF | 1R          | 3R          | QF          | SF          | 1R | A  | QF | 2R | 0 / 11 | 18 – 11 |
| Roland Garros | A  | 3R | 2R          | 2R          | 3R          | QF | 3R          | SF          | 2R          | A           | 3R | 1R | QF |    | 0 / 11 | 20 – 11 |
| Wimbledon | A  | 1R | 1R          | 1R          | 3R          | 2R | F           | 2R          | 3R          | NC          | QF | QF | 2R |    | 0 / 11 | 18 – 11 |
| US Open | A  | 1R | 1R          | 2R          | QF          | 2R | QF          | 2R          | 2R          | A           | 1R | 3R | 2R |    | 0 / 11 | 13 – 11 |
| Jocs Olímpics | NC | A  | No celebrat | No celebrat | No celebrat | QF | No celebrat | No celebrat | No celebrat | No celebrat | 1R | NC | NC |    | 0 / 2  | 2 – 2   |
| WTA Finals | A  | A  | A           | A           | SF          | 1R | A           | A           | RR          | NC          | A  |    |    |    | 0 / 3  | 2 – 6   |
| Rànquing a final d'any |    | 50 | 26          | 27          | 12          | 12 | 17          | 25          | 15          | 15          | 32 | 40 |    |    |        |         |
| Llegenda: G: Guanyadora; F: Finalista; SF: Semifinalista; QF: Quarts de final; Q: Qualificació; A: Absent; RR: Round Robin; |    |    |             |             |             |    |             |             |             |             |    |    |    |    |        |         |

### Dobles mixts
| Open d'Austràlia | A  | 1R | 2R | 1R | 1R | 2R | 2R | 2R | 1R | A  | 1R | 1R | 0 / 10 | 4 – 10 |
| Roland Garros | A  | 1R | 1R | QF | 2R | 1R | QF | NC | 1R | 2R | QF |    | 0 / 9  | 8 – 9  |
| Wimbledon | 1R | F  | 1R | 2R | 2R | 3R | 2R | NC | 2R | 1R | 1R |    | 0 / 10 | 9 – 10 |
| US Open | QF | 2R | A  | 2R | F  | 1R | F  | NC | 1R |    | 1R |    | 0 / 8  | 11 – 8 |
| Llegenda: G: Guanyadora; F: Finalista; SF: Semifinalista; QF: Quarts de final; Q: Qualificació; A: Absent; RR: Round Robin; |    |    |    |    |    |    |    |    |    |    |    |    |        |        |